# Grammitis mayoris
Grammitis mayoris là một loài dương xỉ trong họ Polypodiaceae. Loài này được Rosenst. Lellinger mô tả khoa học đầu tiên năm 1984.